# Iris alberti
Iris alberti Regel är en ört som ingår i släktet irisar i familjen irisväxter.

## Beskrivning

### Underarter
Inga underarter finns listade i Catalogue of Life.

## Habitat
Kazakhstan, Kirgizstan

## Etymologi
- Släktnamnet Iris är grekiska och betyder regnbåge. Det syftar på mångfalden av färger på irissläktets blommor.
- Artepitetet alberti kommer av — — — .

## Övrigt
Levande exemplar finns i Göteborgs botaniska trädgård.